# Bordo (náutica)

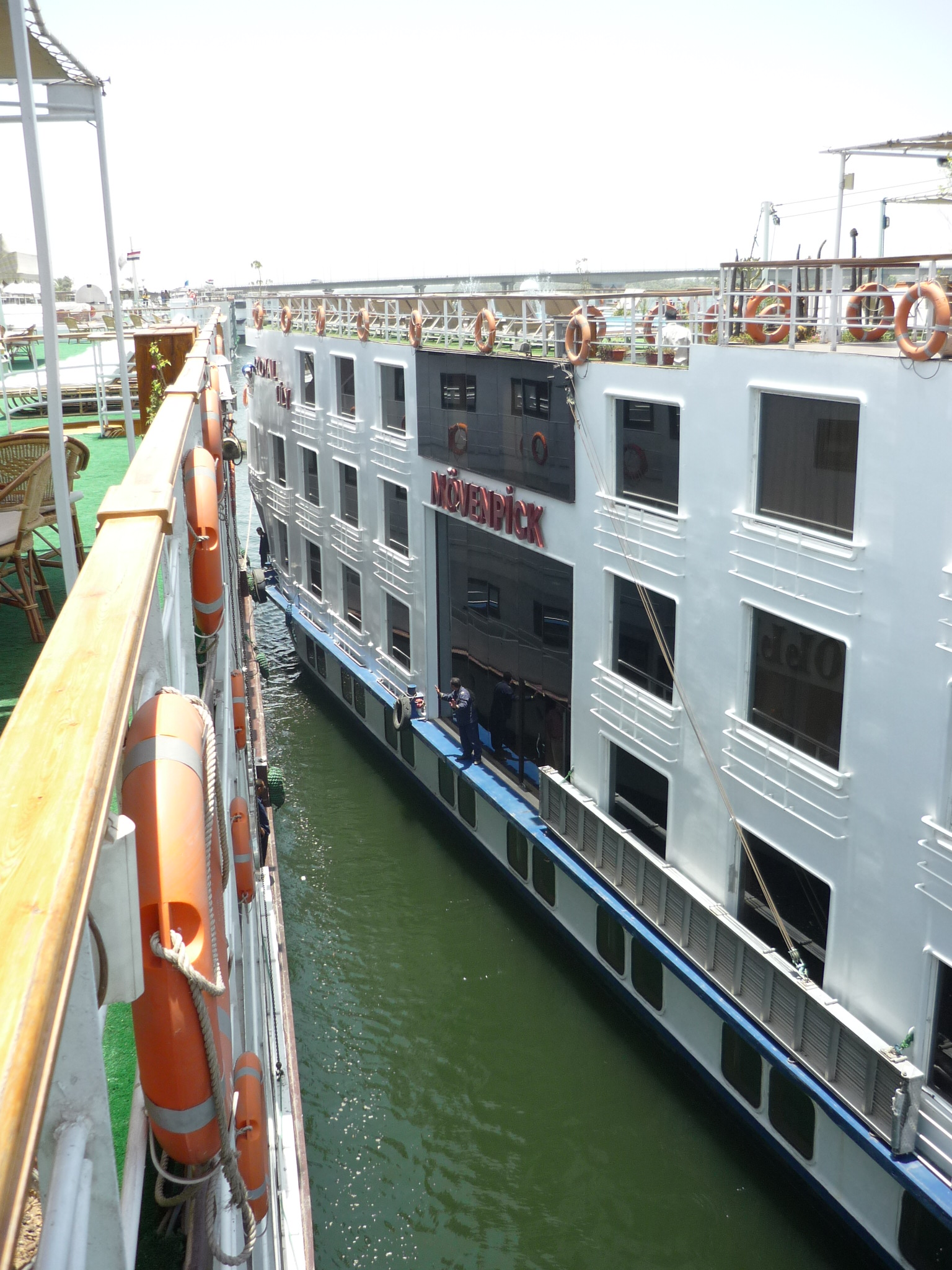
Bordo de um navio de cruzeiro contra outro cruzeiro de barco no Nilo, Luxor, Egito

Bordo é um termo náutico que designa cada lado de uma embarcação e que está na origem de Bombordo (bom + bordo) e Estibordo (esti + bordo).   Não empregues em náutico, borda e  beira são sinônimos de bordo.

## Expressões
- Andar aos bordos é sinônimo de andar em  ziguezagues, donde a expressão tirar bordos quando num veleiro se bordeja
- Bordo é empregue para significar o virar por davante
- Navio de alto bordo em referência a um  grande navio